# Байкибаш
Байкибаш (баш. Байҡыбаш) — деревня в Татышлинском районе Республики Башкортостан Российской Федерации. Входит в состав Бадряшевского сельсовета. 

## География

### Географическое положение
Расстояние до:
- районного центра (Верхние Татышлы): 25 км,
- центра сельсовета (Бадряшево): 13 км,
- ближайшей ж/д станции (Куеда): 15 км.

## Население
| 2002 | 2009 | 2010 |
| ---- | ---- | ---- |
| 12   | →12  | ↘3   |

Национальный состав
Согласно переписи 2002 года, преобладающая национальность — башкиры (83%).